# Benelux' Next Top Model, seizoen 2
Benelux' Next Top Model, seizoen 2 is de Nederlands-Vlaamse versie van de Amerikaanse televisieserie America's Next Top Model. Het is het tweede seizoen van Benelux' Next Top Model. De serie startte in Nederland op 13 september 2010, gevolgd door België op 18 september 2010.
De 19-jarige Melissa Baas won het tweede seizoen van Benelux' Next Top Model. en won daarmee een contract bij Elite Model Management en een printcampagne van Max Factor.

## Deelnemers
(de leeftijden zijn van het moment van opname)
| Kandidaat              | Leeftijd | Woonplaats  | Finish    |
| ---------------------- | -------- | ----------- | --------- |
| Jacqueline Sorbie      | 22       | Antwerpen   | 12e       |
| Lisse Habraken         | 21       | Mol         | 11e       |
| Daisy Koller           | 16       | Loenen      | 10e       |
| Lesley van Helden      | 18       | Dordrecht   | 9e        |
| Epiphany Vanderhaeghen | 21       | Asse        | 8e        |
| Aïcha Cissé            | 23       | Antwerpen   | 7e        |
| Frederieke Bonn        | 22       | Boxtel      | 6e        |
| Jaelle Leclerc         | 21       | Hoeilaart   | 5e        |
| Marjolein De Velder    | 20       | Kobbegem    | 4e        |
| Alix Schoonheijt       | 16       | Warnsveld   | 3e        |
| Renée Trompert         | 22       | Leeuwarden  | Runner-up |
| Melissa Baas           | 18       | IJsselstein | Winnaar   |

## Jury en coaches

### Jury
- Daphne Deckers - Host en juryvoorzitter
- Mariana Verkerk - Jurylid en catwalkcoach
- Jani Kazaltzis - Jurylid en stylist
- Geert de Wolf - Jurylid en fotograaf
- Bastiaan van Schaik - Jurylid en überstylist

### Coaches
- Marie-Sophie Steenaert - Make-upartist
- Mariëlle Bastiaansen - Haarstylist